# Samuel Finer
Pour les articles homonymes, voir Finer.
Samuel Edward Finer, né le 2 septembre 1915 à Islington et mort à Oxford le 9 juin 1993, est un politologue et historien spécialisé en politique comparée.

## Biographie
Samuel Finer est le cadet de six enfants, nés de parents immigrés juifs roumains qui ont émigré au Royaume-Uni et qui tenaient un étal de marchand de légumes au marché de Chapel Street, à Islington . Ses parents sont tués à Londres en janvier 1945 par des roquettes V-2. L'un de ses frères, Herman Finer (en), est également un éminent politologue. 
Il étudie à la Holloway School (en) où il obtient une bourse pour le Trinity College d'Oxford. Il reçoit une double première en histoire moderne et « Grands modernes » en philosophie, politique et économie. Après cela, il entame des recherches sur Edwin Chadwick. Pendant la Seconde Guerre mondiale, il sert dans le Royal Corps of Signals, où il atteint le grade de capitaine. De 1946 à 1950, il enseigne la politique au Balliol College à Oxford. De 1950 à 1966, il est professeur d'institutions politiques au nouveau University College of North Staffordshire (aujourd'hui Université de Keele). En 1966, il devient chef du Département du gouvernement à l'Université de Manchester. En 1974, il est nommé Gladstone Professor of Government (en) au All Souls College et prend sa retraite en 1982.
Il a été président de la Political Studies Association (en) de 1965 à 1969 et a été vice-président de l'Association internationale de science politique.
Il s'est marié deux fois et a eu deux fils (dont l'un est le musicien Jem Finer) et une fille. Il meurt le 9 juin 1993, à l'âge de 77 ans, laissant une veuve, Catherine.
Il est célèbre pour son ouvrage The History of Government from the Earliest Times, une analyse comparative en trois volumes de tous les systèmes gouvernementaux importants du Royaume-Uni. 

## Publications
- A Primer of Public Administration, 1950  (ISBN 0-8371-9492-X)
- The Life and Times of Sir Edwin Chadwick, 1952  (ISBN 0-416-17350-0)
- Local Government in England and Wales, 1953  (ISBN 0-19-889159-8)
- Anonymous Empire: A Study of the Lobby in Great Britain, 1958
- Private Industry and Political Power, 1958
- Backbench Opinion in the House of Commons, 1955–59, 1961
- The Man on Horseback: The Role of the Military in Politics, 1962  (ISBN 0-86187-967-8)
- Vilfredo Pareto: Sociological Writings, 1966
- Comparative Government: An Introduction to the Study of Politics, 1970  (ISBN 0-14-021170-5)
- Adversary Politics and Electoral Reform (éditeur), 1975  (ISBN 0-9504469-0-4)
- Five Constitutions: Contrasts and Comparisons (éditeur), 1979  (ISBN 0-14-022203-0)
- The Changing British Party System, 1945–1979, 1980  (ISBN 0-8447-3368-7)
- Parties and Interest Groups (audio cassette, joint author), 1982  (ISBN 1-86013-297-9)
- Electoral System (audio cassette, joint author), 1982  (ISBN 1-86013-296-0)
- Comparing Constitutions (editor), 1995  (ISBN 0-19-876344-1)
- The History of Government from the Earliest Times, 1997  (ISBN 0-19-822904-6)